# Divariscintilla octotentaculata
Divariscintilla octotentaculata är en musselart som beskrevs av P. M. Mikkelsen och Bieler 1992. Divariscintilla octotentaculata ingår i släktet Divariscintilla och familjen Galeommatidae. Inga underarter finns listade i Catalogue of Life.